# Симфонія № 4 (Мендельсон)
Симфонія № 4 Ля мажор, op. 90, відома під назвою «Італійська» — симфонія Фелікса Мендельсона, написана в 1833 році. Вперше виконана у Лондоні 13 травня 1833 року під орудою автора. Незважаючи на успіх прем'єри, автор лишався незадоволений цим твором і симфонія була опублікована лише 1851 року, після смерті композитора.
Склад оркестру: 2 флейти, 2 гобоя, 2 кларнета, 2 фагота, 2 валторни, 2 труби, литаври і струнні.

## Структура
1. Allegro vivace
2. Andante con moto
3. Con moto moderato
4. Saltarello: Presto